# Wuhai
Wuhai is een stad met meer dan 400.000 inwoners in de regio Binnen-Mongolië, in China. Wuhai ligt in de gelijknamige prefectuur Wuhai. Wuhai is de zetel van de prefectuur. Wuhai ligt tussen de woestijnen Gobi en Ordos.
Hier volgt een lijst met het aantal van de officiële etnische groepen van de Volksrepubliek China in deze autonome prefectuur:
| Nationaliteit | Aantal  | Percentage |
| ------------- | ------- | ---------- |
| Han-Chinezen  | 400.971 | 93,78%     |
| Mongolen      | 13.904  | 3,25%      |
| Hui           | 7.944   | 1,86%      |
| Mantsjoes     | 4.063   | 0,95%      |
| Daur          | 129     | 0,03%      |
| Koreanen      | 98      | 0,02%      |
| Tibetanen     | 87      | 0,02%      |
| Zhuang        | 68      | 0,02%      |
| Xibe          | 56      | 0,01%      |
| Overige       | 233     | 0,06%      |